# 塞多夫 (乌里州)

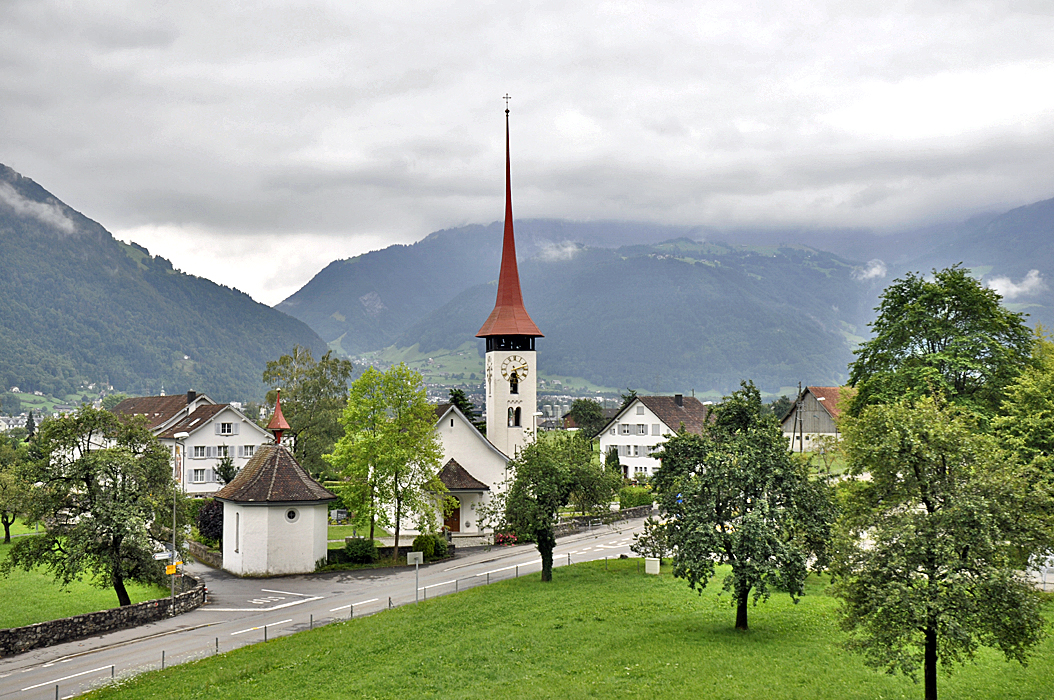

塞多夫是瑞士乌里州的市镇，位於該州中北部，四森林州湖最南端，是塞利斯贝格隧道的南出口所在地，面積15.48平方公里，海拔高度452米。